# جام حذفی فوتبال ایتالیا ۰۶–۲۰۰۵
کوپا ایتالیا ۰۶–۲۰۰۵ پنجاه و نهمین دورهٔ مسابقات فوتبال ایتالیا بود. رم و اینتر میلان برای دومین فصل متوالی فینالیست شدند. اینتر در فینال در مجموع با نتیجهٔ ۴–۱ قهرمان مسابقات شد. مسابقات در ۷ اوت ۲۰۰۵ شروع شد و در ۱۱ مهٔ ۲۰۰۶ به پایان رسید.